# Iberdrola
Iberdrola è un'azienda spagnola specializzata nella produzione, distribuzione e commercializzazione di energia elettrica e gas naturale. La direzione generale della società è situata a Bilbao, in Spagna.
Iberdrola è uno fra i maggiori produttori di energia elettrica al mondo ed è leader mondiale nella produzione di energia eolica. Iberdrola è anche il maggiore produttore di energia nucleare in Spagna, paese in cui è anche maggiore produttrice e distributrice di elettricità e gas naturale. L'azienda è attiva in decine di paesi in quattro continenti, con 30.000 dipendenti, e ha circa 30 milioni di clienti.
Iberdrola è quotata alle borse di Bilbao e Madrid, ed è una delle maggiori società spagnole per capitalizzazione di mercato. La sua quota è inclusa nell'indice IBEX-35.

## Introduzione
Iberdrola, con sede a Bilbao, in Spagna, è la società energetica leader del mercato nella produzione, distribuzione e commercializzazione di energia. Iberdrola nasce nel 1992 dalla fusione di Iberduero e Hidroeléctrica Española, consolidando così la sua posizione come una delle principali società elettriche globali. Iberdrola è leader del mercato energetico spagnolo in termini di capitalizzazione di mercato e si posiziona come la seconda azienda elettrica di maggior valore al mondo.
Presente in Europa, Stati Uniti, Brasile, Messico e Australia e in fase di espansione dei mercati di Giappone, Irlanda, Svezia e Polonia, Iberdrola fornisce energia a circa 100 milioni di persone. L'azienda ha una forza lavoro di oltre 40.000 dipendenti e un patrimonio valutato in oltre 150 miliardi di euro. Impegnata nella sostenibilità, nel 2015 Iberdrola ha annunciato il suo impegno per ridurre le emissioni di CO2 del 50% entro il 2030, con la conseguente decisione di chiudere le sue centrali elettriche a carbone in tutto il mondo. Nel 2021, l'azienda era tra i primi emettitori di CO2 in Spagna, con 2,4 milioni di tonnellate equivalenti. Con una produzione globale priva di emissioni dell'84% (che raggiunge il 90% in Spagna), l'azienda mira a diventare carbon free in Europa entro il 2030, con emissioni nella regione pari a circa 50 g/kWh nell'ottobre 2021.

## Storia
Iberdrola è stata fondata il 1º novembre 1992 in seguito alla fusione di due storici operatori elettrici spagnoli, Iberduero e Hidroeléctrica Española. A partire della fine del XX secolo, la traiettoria di Iberdrola è stata segnata da una crescita continua, espandendosi soprattutto in America Latina, con particolare attenzione a Messico e Brasile.
Sotto la presidenza di Iñigo de Oriol e Ybarra fino al 2005, è con l'arrivo di José Ignacio Sánchez Galán nel 2001 che inizia una svolta significativa verso le energie rinnovabili. José Galán assume la presidenza nel 2005 e l'azienda raggiunge importanti traguardi, come l'acquisizione di Scottish Power nel 2006 e la creazione di Avangrid negli Stati Uniti nel 2015, quotata alla Borsa di New York.
Nel 2010, Iberdrola ha registrato cifre record per quanto riguarda la produzione, il fatturato e l'utile netto, distinguendosi come uno dei principali produttori di energia elettrica al mondo. L'azienda continua a espandersi a livello globale, investendo nelle energie rinnovabili e sottolineando l'inaugurazione di grandi progetti, come l'impianto idroelettrico di Baixo Iguaçu in Brasile nel 2019 e l'impianto di idrogeno verde di Puertollano nel 2022.
Nel 2017 Iberdrola arriva in Italia, iniziando a offrire servizi energetici alle aziende e successivamente ai consumatori privati. Nel 2023 firma un prestito di 150 milioni di euro con la BEI per la costruzione di parchi di energia rinnovabile in Italia. Questo prestito ha permesso la costruzione di 400 MW di un portafoglio di progetti eolici e fotovoltaici in varie località italiane, i primi parchi rinnovabili di Iberdrola nel Paese.
A seguito di diverse acquisizioni strategiche nel 2020, Iberdrola ha rafforzato la sua posizione nelle energie rinnovabili. Nel 2021, la società ha annunciato un investimento significativo per la sua espansione nel mercato taiwanese con l'acquisizione di progetti eolici offshore.
Nel primo semestre del 2023 l'utile netto di Iberdrola è salito a 2,52 miliardi di euro. Inoltre, il parco eolico offshore di Saint-Brieuc in Bretagna ha iniziato a produrre energia, segnando un'altra pietra miliare nella storia di successo di Iberdrola. Nell'aprile 2023, l'azienda collabora con Nissan per promuovere la mobilità elettrica in Italia.
Alla fine di luglio 2023, Iberdrola ha rivelato i dati finanziari del primo semestre 2023, evidenziando un notevole aumento degli investimenti. L'EBITDA ha raggiunto i 7,56 miliardi di euro, con un incremento del 17%, mentre l'utile netto è stato di 2,52 miliardi di euro, con un aumento del 21%. Questa forte performance è stata attribuita a operazioni efficienti e a nuovi investimenti, tra cui il recupero delle carenze di vendita al dettaglio nel Regno Unito e la normalizzazione della generazione senza emissioni nell'Unione Europea.
La strategia di diversificazione geografica e l'aumento delle attività in vari Paesi, insieme alla normalizzazione dei mercati all'ingrosso e al dettaglio, hanno contribuito in modo significativo a questi risultati positivi. L'espansione della produzione di energia eolica, solare, idroelettrica e nucleare ha portato a una riduzione degli acquisti di energia sul mercato spot per soddisfare la crescente domanda dei clienti.
Iberdrola ha pianificato per il periodo 2023-2025 un investimento di 17.000 milioni di euro per sostenere lo sviluppo delle energie rinnovabili. Questo piano porterà a un aumento significativo di 12 GW di capacità installata. Nell'ultimo anno sono già stati investiti 10,54 miliardi di euro, ottenendo un aumento del 21% dell'utile netto, che ha permesso di raggiungere i 2,52 miliardi di euro.
Questo focus strategico è incentrato sul raggiungimento di una base di asset di rete del valore di 40 miliardi di euro e di una capacità rinnovabile installata di 41.250 MW. Iberdrola ribadisce la sua posizione di leader nella transizione verso una matrice energetica più sostenibile, sottolineando i suoi significativi investimenti e il suo impegno nell'espansione delle energie rinnovabili nei prossimi anni.

## Direzione generale
Presidenti di Iberdrola
- Íñigo de Oriol Ybarra, primo presidente di Iberdrola (1992-2005)
- José Ignacio Sánchez Galán Presidente di Iberdrola (dal 2005)

## Linee di business

### Energie rinnovabili
L'area rinnovabili del gruppo è responsabile della generazione e della vendita di energia elettrica rinnovabile proveniente dalle seguenti fonti: eolica (onshore e offshore), idroelettrica, fotovoltaica, biomassa, ecc.
Energia eolica: l'energia eolica può essere suddivisa tra eolico onshore e offshore se nel Paese di destinazione viene utilizzato un solo tipo di energia eolica. Si presterà attenzione al tipo di energia più interessante.

### Energia eolica onshore
Iberdrola ha più di 20.000 MW di capacità installata per l'energia eolica onshore in vari Paesi. Il piano strategico dell'azienda destina il 25% degli investimenti in energie rinnovabili per aumentare la capacità installata in questa tecnologia di 3.100 MW.
Iberdrola ha 20.700 MW di capacità installata in funzione e altri 4.000 MW in costruzione in più di 14 Paesi, il che la rende uno dei leader mondiali dell'energia eolica onshore.
Possiede 15.000 turbine eoliche in oltre 400 parchi eolici distribuiti in tre continenti, tra cui il parco eolico di Scansano in Toscana (400 MW) in Italia, Escudo (200 MW), il complesso eolico Herrera II (63 MW) e Andévalo (292 MW) in Spagna, Whitelee (539 MW) nel Regno Unito e Oitis (566,5 MW) in Brasile, quest’ultimo rappresenta il più grande progetto eolico onshore dell'America Latina e il secondo al mondo.
In Italia, Iberdrola sarà in grado di produrre un volume di energia verde e competitiva equivalente al consumo medio di 260.000 famiglie. L'investimento totale previsto è di 300 milioni di euro, metà dei quali saranno erogati sotto forma di prestito grazie a un accordo tra la società e la Banca europea per gli investimenti (BEI).

### Eólico offshore
Iberdrola si concentra principalmente sull'eolico offshore, con installazioni e progetti in varie località, espandendo il suo portafoglio a 30 GW. Entro il 2023, la capacità eolica offshore sarà di 1,3 GW, con 5.500 MW in costruzione che dovrebbero essere operativi entro il 2027. Gli investimenti nell'eolico offshore nell'ultimo decennio ammontano a 30 miliardi di euro.
Negli ultimi dieci anni, Iberdrola ha investito in modo significativo, impegnando 30 miliardi di euro nello sviluppo dell'energia eolica offshore. Con importanti impianti operativi come East Anglia ONE, West Duddon Sands nel Regno Unito e Wikinger in Germania, la società ha progetti in costruzione come Baltic Eagle e Saint-Brieuc in Germania e l'innovativo Vineyard Wind 1 negli Stati Uniti.
La strategia futura di Iberdrola in questo segmento sarà guidata dalle aste programmate nei suoi mercati principali, come Europa, Stati Uniti e Asia-Pacifico. Un'ulteriore espansione è prevista in mercati promettenti come Giappone, Polonia, Svezia e Irlanda. Questi sforzi consentiranno a Iberdrola di raggiungere una capacità operativa di 12.000 MW nell'eolico offshore entro il 2030, consolidando la sua posizione di leader in questo settore e contribuendo alla transizione verso fonti energetiche più sostenibili.
Nel 2023, Iberdrola ha completato il parco eolico offshore di Saint-Brieuc in Bretagna, la sua centrale eolica offshore per soddisfare il fabbisogno elettrico di circa 835.000 abitazioni. Il contratto per la costruzione di Saint-Brieuc, del valore di 350 milioni di euro, è stato il più grande ordine eseguito finora dal consorzio Navantia-Windar per l'energia eolica offshore.

### Energia fotovoltaica
La capacità fotovoltaica di Iberdrola supererà i 4.500 MW entro il 2023, distribuiti in Stati Uniti, Messico, Brasile, Regno Unito, Spagna, Australia, Portogallo, Grecia e Italia.
L'azienda si distingue anche per i 60 progetti di idrogeno verde in otto Paesi, che coprono l'elettrificazione e la decarbonizzazione del settore industriale e del trasporto pesante.
Entro il 2025 Iberdrola intende rendere operativo il più grande parco fotovoltaico d'Europa, il quinto al mondo, a Santiago do Cacém, in Portogallo. L'obiettivo è quello di risparmiare almeno 370 milioni di metri cubi di gas all'anno, ovvero oltre il 25% del gas utilizzato nel 2022 per la produzione di energia elettrica.

### Energia idroelettrica
Iberdrola, impegnata nella produzione di energia idroelettrica, opera con una capacità totale di oltre 14.000 MW in impianti situati negli Stati Uniti, in Brasile, Spagna, Francia e Italia. L'azienda sta consolidando la sua posizione di punto di riferimento globale nella transizione verso una matrice energetica più sostenibile.
Il primo impianto fotovoltaico di Iberdrola in Italia si trova a Montalto di Castro. Questo impianto fornisce energia sufficiente a coprire il fabbisogno di oltre 12.000 abitazioni ed evita l'emissione di 9.600 tonnellate di CO2 nell'atmosfera. Il Gruppo Iberdrola intende triplicare il suo portafoglio di progetti rinnovabili in Italia entro il 2025, con l'obiettivo di aiutare il Paese a uscire dalla dipendenza dal gas e dalla crisi energetica e come parte di un grande piano di crescita delle rinnovabili che l'azienda intende sviluppare nel Paese.
Oltre ai 43 impianti in fase di sviluppo, per una capacità totale di 1.500 MW, Iberdrola ha firmato un accordo con GreenInvest per la costruzione di 17 impianti eolici e fotovoltaici per un valore totale di 327 MW. La società ha inoltre avviato lo sviluppo di altri quattro progetti per un totale di 288 MW.
Nel nord del Portogallo, tra Porto e la città spagnola di Ourense, Iberdrola Generación sta costruendo il complesso idroelettrico di Tâmega sul fiume Tâmega. Il progetto prevede la costruzione di tre dighe e di tre centrali idroelettriche, che lo rendono una delle più grandi iniziative di questo tipo in Europa negli ultimi 25 anni. L'investimento totale per questo grande progetto ammonta a 1,5 miliardi di euro.

### Idrogeno verde
Iberdrola si è inoltre distinta come leader internazionale nello sviluppo dell'idrogeno verde, guidando più di 60 progetti in otto Paesi, tra cui Spagna, Regno Unito, Australia, Brasile e Stati Uniti, e istituendo un'unità aziendale dedicata. In Spagna, l'azienda si distingue per due progetti innovativi:
Il più grande impianto di idrogeno verde d'Europa, situato a Puertollano, Ciudad Real. Con una capacità di 100 MW, questo impianto produce idrogeno completamente verde dall'energia solare di un impianto fotovoltaico integrato. L'idrogeno viene utilizzato per la produzione di ammoniaca per la produzione di fertilizzanti nello stabilimento di Fertiberia.
Il primo impianto pubblico di idrogeno della Spagna, inaugurato nella zona franca di Barcellona nel 2022. Fornisce idrogeno agli autobus del TMB (Transports Metropolitans de Barcelona) e ad altri veicoli per il trasporto di persone e merci.
Iberdrola ha un portafoglio consolidato di progetti fino al 2025, per un totale di 2.400 MW, e punta a produrre 350.000 tonnellate di idrogeno verde all'anno entro il 2030. L'azienda continua a guidare la transizione verso fonti energetiche più sostenibili con le sue iniziative pionieristiche nel campo dell'idrogeno verde.

## Reti elettriche
Iberdrola si distingue come azienda leader nella distribuzione di energia a livello mondiale, gestendo uno dei sistemi più estesi con 1,2 milioni di chilometri di linee di distribuzione e trasmissione. Il settore Reti del Gruppo Iberdrola è responsabile della costruzione, gestione e manutenzione di infrastrutture chiave come reti intelligenti, linee elettriche, sottostazioni e stazioni di trasformazione, che facilitano la trasmissione efficiente dell'elettricità dai centri di produzione agli utenti finali.
Nel suo impegno per l'innovazione, Iberdrola ha istituito il Global Smart Grids Innovation Hub (GSGIH), un centro globale dedicato alla ricerca e allo sviluppo nel campo delle reti intelligenti. Questo approccio sottolinea la posizione di Iberdrola come pioniere nell'implementazione di tecnologie avanzate per migliorare l'efficienza e la sostenibilità della distribuzione elettrica.

## Iberdrola in Italia
È arrivato in Italia nel novembre 2017.
Nel 2022 costruisce l'impianto fotovoltaico di Montalto di Castro, che copre il fabbisogno di oltre 12.000 famiglie ed eviterà l'emissione di 9.600 tonnellate di CO2 nell'atmosfera.
Entro il 2023, costruirà impianti eolici e fotovoltaici con una capacità totale di circa 400 megawatt, per un investimento complessivo di 300 milioni. La metà sarà prestata dalla BEI. (Banca europea per gli investimenti).
In Italia, il gruppo è attivo attraverso Iberdrola Clienti Italia, la filiale guidata dal Country Manager Lorenzo Costantini, che serve i clienti business con prodotti e servizi che vanno dall'autoconsumo industriale alla mobilità elettrica e all'efficienza energetica.
Il suo obiettivo è sostenere le aziende nel raggiungimento della neutralità climatica attraverso la transizione ecologica.

## Aziende

### Iberdrola España, S.A.U.
Iberdrola España, S.A.U. è la subholding di Iberdrola in Spagna. Ha tre società madri:
- Iberdrola Renovables Energía, S.A.U.
- i-DE Redes Eléctricas Inteligentes, S.A.U.
- Iberdrola Energía España, S.A.U.

### Scottish Power
Iberdrola ha acquisito Scottish Power nel 2006, integrando le attività nell'aprile 2007. Scottish Power, il quarto fornitore di energia del Regno Unito, serve più di cinque milioni di clienti e impiega 8.500 persone. L'azienda gestisce impianti idroelettrici, a carbone, a ciclo combinato e di cogenerazione, con una vasta rete di distribuzione che copre oltre 65.000 chilometri di linee sotterranee e 47.000 chilometri di linee aeree. Scottish Power è coinvolta in progetti di smart grid a Glasgow e Liverpool e contribuisce alle iniziative sui veicoli elettrici a Glasgow. La sua capacità installata nel Regno Unito (escluse le energie rinnovabili) è di 6.036 MW, con una produzione di 20.584 GWh nel 2011.

### Avangrid
Iberdrola USA è stata costituita nel settembre 2008 a seguito dell'acquisizione amichevole di Energy East da parte di Iberdrola, avvenuta l'anno precedente per un valore di 4,5 miliardi di dollari (3,4 miliardi di euro). Questa acquisizione rappresenta il culmine di un processo di consolidamento dei distributori di energia nel nord-est degli Stati Uniti, iniziato negli anni '90 nell'ambito della liberalizzazione dei mercati dell'elettricità.
Iberdrola USA distribuisce elettricità e gas naturale a 2,3 milioni di clienti a New York e nel New England, operando attraverso le sue controllate New York Electric & Gas (NYSEG) e Rochester Gas and Electric (RG&E) a New York, nonché Central Maine Power (CMP) nel Maine. NYSEG e RG&E servono rispettivamente i clienti del nord e delle contee circostanti Rochester. CMP, con sede ad Augusta, nel Maine, è il principale fornitore di energia dello Stato.
Iberdrola USA è alla guida di progetti infrastrutturali nel Maine e a New York, tra cui il Maine Power Reliability Program (MPRP), un'iniziativa di rafforzamento della rete di trasmissione elettrica da 1,4 miliardi di dollari. Inoltre, la società sta implementando l'installazione di 625.000 contatori intelligenti nel Maine.

### Neoenergía, S.A.
Neoenergia lavora da 26 anni per stabilire un modello di elettricità più sostenibile e accessibile in Brasile. Pioniera nella produzione di energia rinnovabile nel Paese, l'azienda ha investito nell'energia eolica fin dai primi anni 2000, allineandosi al movimento globale di transizione energetica e decarbonizzazione. Nel corso di due decenni, Neoenergia ha consolidato la sua presenza nella distribuzione e nella trasmissione in tutte e cinque le regioni del Brasile, espandendo le sue attività anche alle fonti solari e idroelettriche. Inoltre, l'azienda ha stabilito partnership per incrementare la produzione di energia eolica offshore e contribuire allo sviluppo dell'idrogeno verde. Il suo impegno si estende a diverse aree dell'energia pulita, contribuendo in modo significativo alla sostenibilità del panorama energetico brasiliano.

### Iberdrola México, SA de CV
Più di due decenni fa, Iberdrola ha iniziato la sua presenza in Messico con la missione di trasformare il settore energetico. Questo impegno si è rapidamente consolidato in uno sforzo a lungo termine per contribuire allo sviluppo sostenibile del Paese. L'azienda si è distinta per la sua attenzione al benessere delle comunità e dell'ambiente. Attraverso iniziative volte a contrastare il cambiamento climatico e a preservare la biodiversità, Iberdrola ha cercato di avere un impatto positivo sui gruppi più vulnerabili della società messicana. Una delle pietre miliari è la "Energy Business Model Challenge", un'iniziativa congiunta con l'Incubatore di imprese del Tecnológico de Monterrey, che promuove l'innovazione attraverso i giovani talenti.
A livello operativo, Iberdrola Mexico ha guidato l'innovazione tecnologica per ridurre l'impatto ambientale per 20 anni. All'avvio del suo primo impianto nel Nuevo León, Dulces Nombres, la società ha raggiunto una capacità installata di 10,5 GW in impianti a ciclo combinato, parchi eolici e impianti fotovoltaici. Gli investimenti cumulativi in Messico ammontano a 174 miliardi di pesos, con un forte impegno nei confronti dei fornitori locali, che rappresentano il 62% degli acquisti. Inoltre, 556 milioni di pesos sono stati destinati ad azioni di responsabilità sociale d'impresa. Nel corso della sua storia, Iberdrola ha creato partnership con comunità, ingegneri e specialisti dell'energia in 15 stati del Paese. La sua visione per il futuro prevede la continuazione degli sforzi per contribuire allo sviluppo sostenibile del Messico, con un progetto a ciclo combinato in fase di costruzione e una costante dedizione alla responsabilità sociale e ambientale.

### Iberdrola Energía Internacional, S.A.U.
Iberdrola Energía Internacional, S.A.U. agisce come subholding in Spagna per il gruppo di aziende con proiezione internazionale. La sua funzione principale è quella di diffondere, implementare e monitorare le politiche e le strategie del Gruppo Iberdrola nei territori in cui operano le sue controllate, in particolare nel settore della produzione e della vendita di energia elettrica da fonti rinnovabili. La subholding nazionale accentra la fornitura di servizi comuni alle sue controllate, che mantengono l'autonomia nella direzione e nella gestione delle loro attività, in conformità con la legge applicabile e sotto i propri organi di governo.

## Sponsorizzazioni

### Squadra nazionale di calcio spagnola
Iberdrola sponsorizza la nazionale spagnola di calcio femminile dal 2016 e fino al 2022 ha sponsorizzato il campionato di calcio femminile spagnolo "Primera Iberdrola". Da sette anni è il principale promotore dello sport femminile in Spagna ed è anche lo sponsor principale delle squadre nazionali Under 19 e Under 17, oltre che della Copa de La Reina-Iberdrola e della Supercopa-Iberdrola, tra le altre.

### Aiuto alla guerra in Ucraina
Iberdrola, attraverso la sua Fondazione in Spagna, continua a sostenere le vittime della guerra in Ucraina e ha appena firmato accordi con la Croce Rossa e il Comitato spagnolo dell'UNHCR per consegnare 500.000 euro a ciascuna di queste organizzazioni, che operano in diversi programmi di aiuto umanitario. Inoltre, nel febbraio 2022, ha inviato 8.000 volontari e aiuti umanitari ai rifugiati per l'invasione dell'Ucraina.